# Cornelius Hartz

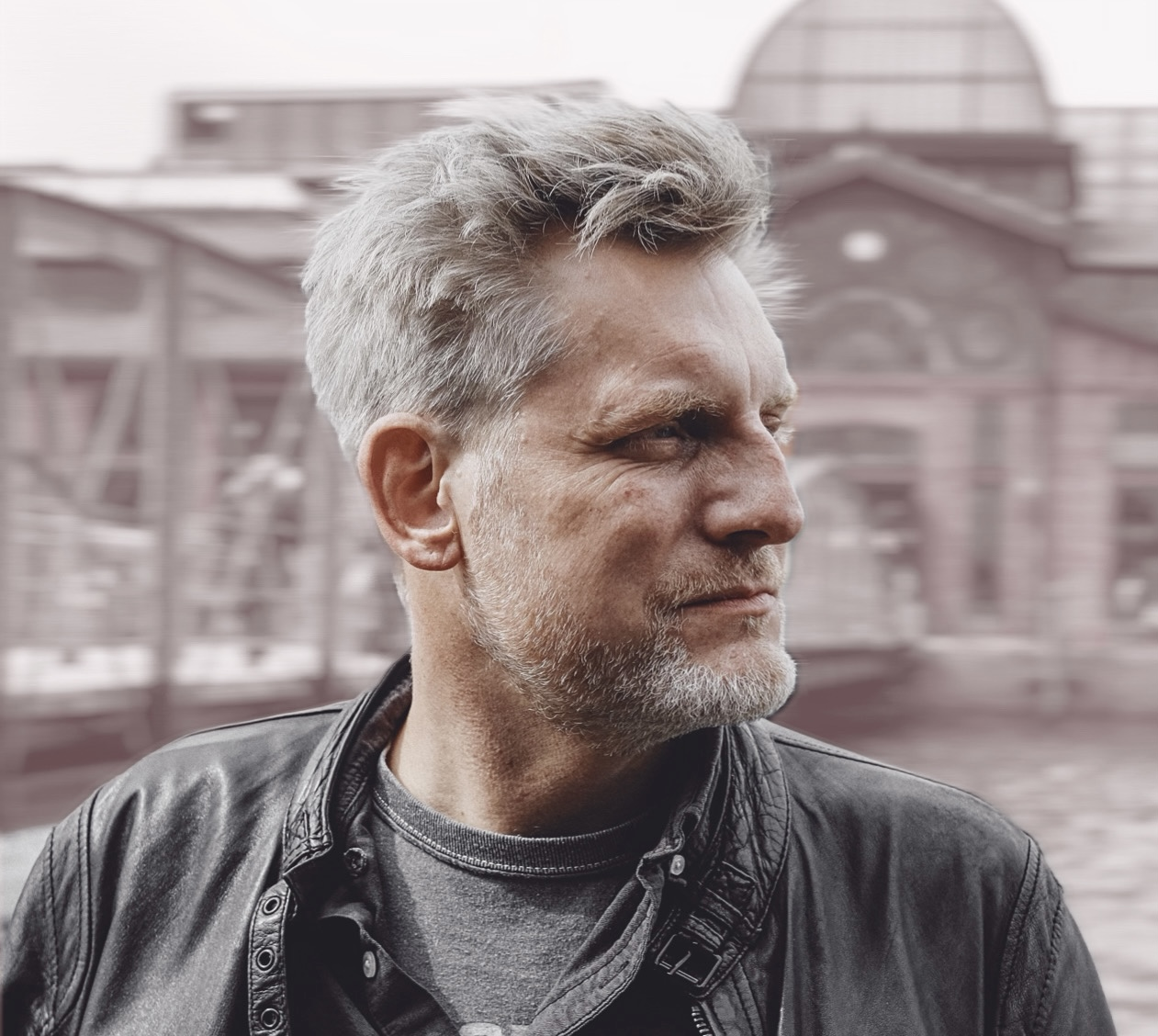
Cornelius Hartz 2020

Cornelius Hartz (* 28. September 1973 in Lübeck) ist ein deutscher Schriftsteller, Sachbuchautor und Übersetzer.

## Leben und Werk
Cornelius Hartz studierte Latein, Altgriechisch und Anglistik an der Universität Hamburg und wurde dort 2007 mit einer Arbeit über griechische und lateinische Lyrik in Lateinischer Philologie bei Dorothee Gall promoviert. Anschließend war er als Verlagslektor im Verlag Philipp von Zabern in Mainz sowie als freier Lektor und Übersetzer tätig. 
2008 erschien sein erster Roman, es folgten zahlreiche Sachbücher und weitere belletristische Titel. Neben seiner Arbeit als Autor ist er auch als Übersetzer tätig und hat u. a. Werke von Edward Carey, Daniel Mason, Catherine Nixey und Eli Cranor übersetzt. Außerdem hat er sämtliche Gedichte des römischen Schriftstellers Catull neu ins Deutsche übertragen.
Hartz arbeitet heute als freier Autor, Übersetzer und Lektor in Hamburg. Er war einer der ersten Autoren der Glücksorte-Buchreihe des Droste Verlags und hat bislang drei Bände für die Reihe verfasst. Als Experte für die klassische Antike hat er bei mehreren Dokumentationen für das ZDF und Arte mitgewirkt.
Hartz ist Dozent der Bundesakademie für kulturelle Bildung Wolfenbüttel. Von 2011 bis zur Einstellung des Programms 2021 war er einer der Leiter des Literatur Labors Wolfenbüttel. Er ist Mitglied im Verband deutschsprachiger Übersetzer literarischer und wissenschaftlicher Werke (VdÜ).
2024 wurde er für seine Übersetzung des Romans Oben in den Wäldern von Daniel Mason mit dem Hamburger Literaturpreis ausgezeichnet.

## Rezensionen
„Cornelius Hartz schätzt offensichtlich die schwedische Schule, Kriminalfälle zu erzählen. Auf jeden Fall besitzt der Hamburger Autor ein feines Sprachgefühl.“

„Gelungen ist auch, dies sei ausdrücklich hervorgehoben, die Übersetzung von Cornelius Hartz, die sowohl einen sprachlich flüssigen wie begrifflich präzisen Text bietet.“

„So streift man ein paar Tage begeistert durch diesen von Cornelius Hartz großartig übersetzten Text.“

„Einen großen Anteil am stimmigen Gesamteindruck hat die sehr gute deutsche Übersetzung durch Cornelius Hartz. Ihm ist es zu verdanken, dass das Lesen des Buches trotz der detailreichen Schilderungen […] stets ein Vergnügen bleibt.“

„Die virtuos eingesetzte Montagetechnik erhöht sogar die Spannung dieses brillanten Romans … Diese sprachliche Vielfalt stellt natürlich auch den Übersetzer vor eine große Herausforderung. Cornelius Hartz meistert sie bravourös.“

„Hartz fängt mit seiner klaren und unaufgeregten Sprache die Gedanken der zwölfjährigen Tracy genauso ein, wie die des sechzigjährigen Rangers Carl. Das macht den Roman auch in der Übersetzung zu einem wahren Genuss.“

## Eigene Veröffentlichungen
Belletristik
- Excrucior. Historischer Roman. Mainz 2008, ISBN 978-3-8053-3902-5.
  - Neuauflage als eBook: Die Erben Roms. München 2018, ISBN 978-3-96148-440-9
- Transit – Alternative-History-Thriller. E-Book 2012.
- Brook und der Skorpion. Kriminalroman. Köln 2013, ISBN 978-3-95451-077-1.
- Brook unter Räubern. Kriminalroman. Köln 2014, ISBN 978-3-95451-358-1.
- Mädchenröte. Kriminalroman. Köln 2015, ISBN 978-3-95451-684-1.
- Der Gute Hirte. Ein Fall für Taifun Çoban. Kriminalroman. Berlin 2022, ISBN 978-3-548-06629-5.
- Mokkatorte (Kurzgeschichte), in: Franziska Henze, Anke Küpper (Hrsg.): Tee. Matcha. Mord. Teekrimis von Norddeutschland bis Japan. Hamburg 2023, ISBN 978-3-36500-446-3.

Sachbuch
- Römische Schriftsteller. Mainz 2010 (Die Berühmten), ISBN 978-3-8053-4067-0.
- Sehen Sie, so stirbt man also! 55 beste letzte Worte. Darmstadt 2012, ISBN 978-3-8053-4433-3.
- Tatort Antike. Berühmte Kriminalfälle des Altertums. Darmstadt 2012, ISBN 978-3-8053-4507-1.
- 7x7 Weltwunder. Berühmte Stimmen zu den bedeutendsten Bauwerken der Antike. Mainz 2012, ISBN 978-3-943904-06-2.
- Götter, Monster und Heroen. Berühmte Stimmen zu den bedeutendsten mythologischen Gestalten der Antike. Mainz 2013, ISBN 978-3-943904-11-6.
- Antike mit Biss. Die schaurigsten Geschichten von Homer bis Horaz. Darmstadt 2013, ISBN 978-3-8053-4662-7.
- Antike in 60 Minuten. Wien 2013, ISBN 978-3-85179-260-7.
- Skandalon! – Skandale und Aufreger rund um die Antike. Darmstadt 2014, ISBN 978-3-8062-2861-8.
- Orgien, wir wollen Orgien! – So feierten die alten Römer. Darmstadt 2015, ISBN 978-3-654-60415-2.
- 55 1/2 Orte rund um die Reeperbahn, die man gesehen haben muss. Köln 2015, ISBN 978-3-95451-734-3.
- Alles Mythos! 20 populäre Irrtümer über die alten Römer. Darmstadt 2015, ISBN 978-3-8062-3273-8.
- Glücksorte in Hamburg. Fahr hin und werd glücklich. 11. Auflage. Düsseldorf 2024, ISBN 978-3-7700-2526-8. (englische Übersetzung von Kristina MacVicar: Happiness Hotspots in Hamburg. Düsseldorf 2020, ISBN 978-3-7700-2225-0.)
- Noch mehr Glücksorte in Hamburg. Fahr hin und werd glücklich Band 2. Düsseldorf 2020, ISBN 978-3-7700-2196-3.
- Hamburg kulinarisch. Gut und günstig. Hamburg 2021, ISBN 978-3-8319-0809-7. (mit Catrin Prange)
- Glücksorte für Filmfans. Filmluft schnuppern & Glamour spüren. Düsseldorf 2023, ISBN 978-3-7700-2471-1. (mit Marco Mewes)

Wissenschaft
- Catulls Epigramme im Kontext hellenistischer Dichtung. Berlin 2007, ISBN 978-3-11-019466-1.
- Catull. Gedichte – Carmina. Übersetzt und kommentiert von Cornelius Hartz. Darmstadt 2013, ISBN 978-3-534-18157-5.

Hörbücher
- Römische Schriftsteller. Darmstadt 2011, ISBN 978-3-654-60175-5.
- Tatort Antike. Berühmte Kriminalfälle des Altertums. Darmstadt 2013, ISBN 978-3-654-60333-9.
- Orgien, wir wollen Orgien! – So feierten die alten Römer. Darmstadt 2015, ISBN 978-3-654-60415-2.
- Skandalon! – Skandale und Aufreger rund um die Antike. Darmstadt 2016, ISBN 978-3-654-60414-5.

## Übersetzungen
Belletristik
- David Macaulay: Motel der Mysterien. Mainz 2018, ISBN 978-3-961-76038-1.
- Edward Carey: 
  - Das außergewöhnliche Leben eines Dienstmädchens namens PETITE, besser bekannt als Madame Tussaud. München 2019, ISBN 978-3-406-73948-4.
  - Edith Holler. München 2025, ISBN 978-3-406-82969-7.
- Rye Curtis: Cloris. München 2020, ISBN 978-3-406-75535-4.
- D.K. Hood: 
  - Niemand hört dich. London 2022, ISBN 978-1-803-14370-5.
  - Zeit zu sterben. London 2022, ISBN 978-1-803-14456-6.
  - Wo Engel sich fürchten. London 2022, ISBN 978-1-803-14921-9.
  - Endloses Schweigen. London 2023, ISBN 978-1-837-90748-9.
  - Ihre gebrochene Seele. London 2023, ISBN 978-1-837-90750-2.
- Sue Watson: Der Urlaub. London 2023, ISBN 978-1-837-90371-9.
- Erin Flanagan: Dunkelzeit. Zürich 2023, ISBN 978-3-855-35145-9. (mit Stefanie Kremer)
- Margaret Meyer: Die Hexen von Cleftwater. München 2024, ISBN 978-3-406-80686-5.
- Daniel Mason: Oben in den Wäldern. München 2024, ISBN 978-3-406-81381-8.
- Leslie Wolfe: 
  - Die gute Chirurgin. London 2024, ISBN 978-1-835-25279-6.
  - Das Krankenhaus. London 2025, ISBN 978-1-836-18920-6.
- Eli Cranor: 
  - Bis aufs Blut. Zürich 2024, ISBN 978-3-855-35179-4.
  - Ozark Dogs. Zürich 2025, ISBN 978-3-855-35184-8.
- Natalie Barelli:
  - Untreu. London 2024, ISBN 978-1-835-25549-0.
  - Unverzeihlich. London 2025.
- Sheryl Browne: Das Haus meines Mannes. London 2024, ISBN 978-1-835-25543-8.
- K. L. Slater: Das Schlafzimmerfenster. London 2024, ISBN 978-1-836-18277-1.
- Liz Moore: Der Gott des Waldes. München 2025, ISBN 978-3-406-82977-2.

Lyrik
- Catull: Gedichte – Carmina. Darmstadt 2013, ISBN 978-3-534-18157-5.

Biografien
- Tim Jeal: Baden-Powell. Gründer der Pfadfinderbewegung. Wesel 2007, ISBN 978-3-926308-11-5.
- R. Alden Smith: Vergil. Dichter der Römer. Darmstadt 2012, ISBN 978-3-8053-4463-0.
- Julia Haig Gaisser: Catull. Dichter der Leidenschaft. Darmstadt 2012, ISBN 978-3-8053-4525-5.
- Karl Galinsky: Augustus. Sein Leben als Kaiser. Darmstadt 2013, ISBN 978-3-8053-4677-1.
- Douglas Smith: Und die Erde wird zittern. Rasputin und das Ende der Romanows. Darmstadt 2017, ISBN 978-3-8062-3574-6. (mit Martin Richter, Bernd Rullkötter)
- Dita Kraus: Ein aufgeschobenes Leben: Kindheit im Konzentrationslager – Neuanfang in Israel. Göttingen 2020, ISBN 978-3-8353-3650-6.
- David Beattie: Hans-Adam II. Fürst von Liechtenstein – Eine Biographie. Triesen 2020, ISBN 978-3-905881-64-6.
- Norman Davies: King George II. Ein deutscher Fürst auf dem britischen Thron. Darmstadt 2021, ISBN 978-3-8062-4310-9.
- Jonathan Clegg, Joshua Robinson: Messi vs. Ronaldo: Das Duell – Die Geschichte zweier Jahrhundertfußballer. München 2022, ISBN 978-3-423-26343-6.

Sachbücher/Wissenschaft
- Mamoun Fansa, Detlef Hoffmann (Hrsg.): Lawrence von Arabien. Genese eines Mythos. Ausstellungskatalog. Oldenburg 2010, ISBN 978-3-8053-4243-8.
- Nigel Pollard, Joanne Berry: Die Legionen Roms. Stuttgart 2012, ISBN 978-3-8062-2633-1.
- Sam Moorhead, David Stuttard: 31 v. Chr. - Antonius, Kleopatra und der Fall Ägyptens. Stuttgart 2012, ISBN 978-3-8062-2705-5.
- Thomas Wynn, Frederick L. Coolidge: Denken wie ein Neandertaler. Darmstadt 2013, ISBN 978-3-8053-4525-5.
- Stefano Vecchia: Die Khmer. Darmstadt 2013, ISBN 978-3-8053-4670-2.
- Daniel Snell: Die Religionen des alten Orients. Darmstadt 2014, ISBN 978-3-8053-4807-2.
- Dries Verbruggen, Claire Warnier (Hrsg.): Dinge drucken. Wie 3D-Drucken das Design verändert. Berlin 2014, ISBN 978-3-89955-529-5.
- Lauro Martines: Blutiges Zeitalter. Europa im Krieg 1450–1700. Darmstadt 2015, ISBN 978-3-8062-3018-5.
- Eric H. Cline:
  - 1177 v. Chr. - Der erste Untergang der Zivilisation. Darmstadt 2015, ISBN 978-3-8062-3195-3.
  - Versunkene Welten und wie man sie findet. Auf den Spuren genialer Entdecker und Archäologen. München 2018, ISBN 978-3-421-04801-1.
  - Armageddon: Auf der Suche nach der biblischen Stadt Salomos. Darmstadt 2021, ISBN 978-3-8062-4341-3.
- Daniel Rosenberg, Anthony Grafton: Die Zeit in Karten. Eine Bilderreise durch die Geschichte. Darmstadt 2015, ISBN 978-3-8053-4936-9.
- Barry Strauss:
  - Die Iden des März. Protokoll eines Mordes. Darmstadt 2015, ISBN 978-3-8062-3266-0.
  - Die Geburt des römischen Kaiserreichs. Antonius, Kleopatra, Octavian und die Schlacht bei Actium. Darmstadt 2023, ISBN 978-3-8062-4538-7.
- Dana Arnold: Eine kleine Geschichte der Kunst. München 2016, ISBN 978-3-7913-8221-0.
- Karina Urbach: Hitlers heimliche Helfer. Der Adel im Dienst der Macht. Darmstadt 2016, ISBN 978-3-8062-3383-4.
- Philip T. Hoffman: Wie Europa die Welt eroberte. Darmstadt 2016, ISBN 978-3-8062-3476-3.
- David Evans: Verschwendung.  Wie aus Nahrung Abfall wird. Darmstadt 2016, ISBN 978-3-8062-3494-7.
- Joby Warrick: Schwarze Flaggen. Der Aufstieg des IS und die USA. Darmstadt 2017, ISBN 978-3-8062-3477-0.
- Zahi Hawass, Mark Lehner: Die Pyramiden von Gizeh. Darmstadt 2017, ISBN 978-3-8053-5105-8. (mit Martina Fischer, Renate Heckendorf)
- James E. Packer, Gilbert J. Gorski: Das Forum Romanum. Darmstadt 2017, ISBN 978-3-534-26949-5. (mit Jörg Fündling)
- Michael Kulikowski: Triumph der Macht. Das römische Imperium von Hadrian bis Konstantin. Darmstadt 2018, ISBN 978-3-8062-3669-9.
- Simon R. F. Price, Peter Thonemann: Die Geburt des klassischen Europa. Eine Geschichte der Antike von Troja bis Augustinus. Darmstadt 2018, ISBN 978-3-8062-3822-8.
- Peter Heather: Die letzte Blüte Roms. Das Zeitalter Justinians. Darmstadt 2019, ISBN 978-3-8062-3892-1.
- Catherine Nixey: Heiliger Zorn. Wie die frühen Christen die Antike zerstörten. München 2019, ISBN 978-3-421-04775-5.
- Robert L. Kelly:  Warum es normal ist, dass die Welt untergeht. Eine kurze Geschichte von gestern und morgen. Darmstadt 2020, ISBN 978-3-8062-4014-6.
- Alexandra Villing, J. Lesley Fitton, Victoria Donnellan, Andrew Shapland: Troia. Mythos und Wirklichkeit. Darmstadt 2020, ISBN 978-3-8053-5255-0. (mit Tora von Collani)
- Richard Parkinson (Hrsg.): Howard Carter und das Grab des Tutanchamun. Geschichte einer Entdeckung. Darmstadt 2022, ISBN 978-3-8053-5323-6.
- Judith Herrin: Ravenna. Hauptstadt des Imperiums, Schmelztiegel der Kulturen. Darmstadt 2022, ISBN 978-3-8062-4416-8.
- Mark Bergen: YouTube, die globale Supermacht. Wie Googles Videoplattform unsere Weltsicht dominiert. München 2022, ISBN 978-3-426-27849-9. (mit Alexandra Jordan,  Hella Reese,  Judith Wenk)
- Eric Klinenberg: 2020. Das Jahr, das die Welt veränderte. München 2024, ISBN 978-3-426-27881-9. (mit Sylvia Bieker, Karsten Singelmann, Anke Wagner-Wolff, Henriette Zeltner Shane)

Bildbände
- James Attlee: Nordsee. Kultur, Geschichte, Bilder. München 2017, ISBN 978-3-7913-8323-1.
- Nora Manthey, Horst A. Friedrichs: Coffee Style. Kaffee – Kult – Genuss. München 2017, ISBN 978-3-7913-8320-0.
- Pete Souza: Barack Obama. Bilder einer Ära. München 2018, ISBN 978-3-7913-8433-7.
- Nathalie Herschdorfer, Pietro Giglio: Berge. Das Magnum Archiv. München 2019, ISBN 978-3-7913-8585-3.
- Stuart Husband, Horst A. Friedrichs:
  - Great Pubs: Eine Reise durch Englands Pub-Kultur. München 2022, ISBN 978-3-7913-8890-8.
  - Scotch Whisky: Eine Reise zu Schottlands besten Destillerien. München 2023, ISBN 978-3-7913-8971-4.
- Steve McCurry: Devotion. München 2023, ISBN 978-3-7913-8013-1.

Kinder- und Jugendbücher
- David Macaulay: Eine STADT nach Plan. So bauten die Alten Römer. Oppenheim 2019, ISBN 978-3-96176-087-9.
- Teddy Keen: Die Suche nach dem rätselhaften Fluss. Expedition im Amazonas-Regenwald – Eine Abenteuergeschichte. München 2022, ISBN 978-3-79137-515-1.
- David Mackintosh: Als Hund zu uns kam. München 2022, ISBN 978-3-79137-532-8.
- Poppy David, Jessica Roux: Das große Handbuch der magischen Künste. München 2022, ISBN 978-3-79137-524-3.
- Rebecca June, Ximo Abadía: Gemeinsam sind wir stark! Wie friedliche Proteste die Welt verändern. München 2023, ISBN 978-3-79137-539-7.
- Emily Hawkins, Jessica Roux: 
  - Das große Handbuch der Nixen und Wassermänner. München 2023, ISBN 978-3-79137-546-5.
  - Das große Handbuch der magischen Tiere. München 2024, ISBN 978-3-79137-583-0.
- Stéphanie Vernet, Camille de Cussac: Büchermenschen. Wie ein Buch entsteht. München 2023, ISBN 978-3-79137-548-9.
- Emma Roberts, Rae Ritchie: Der streng geheime Einhorn-Club. München 2023, ISBN 978-3-79137-551-9.
- Marc Majewski: Brücken. München 2023, ISBN 978-3-79137-574-8.

## Herausgeber
- ab 2013: Destillate. Literatur Labor Wolfenbüttel (mit Kathrin Lange u. a.). Wolfenbütteler Akademie-Texte. Wolfenbüttel 2013–2021.
- Hamburg in 66 Objekten. Düsseldorf 2019, ISBN 978-3-7700-2116-1.

## Auszeichnungen
- 2010 – Excrucior auf der Shortlist für den Sir Walter Scott-Preis[12]
- 2014 – Skandalon! Buch des Monats der WBG[13]
- 2018 – Glücksorte in Hamburg auf der Shortlist für HamburgLesen, den Buchpreis der Hamburger Staatsbibliothek[14]
- seit 2023 - Übersetzungen von Dunkelzeit von Erin Flanagan, Bis aufs Blut von Eli Cranor, Der Gott des Waldes von Liz Moore und Ozark Dogs von Eli Cranor auf der Krimibestenliste von  Deutschlandfunk Kultur[15][16][17]
- 2024 - Hamburger Literaturpreis in der Sparte Übersetzung